# 21 لوتيتيا
لوتيتيا أو لوتيشيا (أو 21 لوتيتيا وفق تسمية الكوكب الصغير) (بالإنجليزية: 21 Lutetia)‏ هو كويكب ضمن حزام الكويكبات؛ وهو الكويكب الحادي والعشرون من حيث ترتيب الاكتشاف.
اكتشف هيرمان غولدشميت الكويكب في الخامس عشر من نوفمبر سنة 1852؛ وأسماه لوتيتيا، وهو الاسم القديم التاريخي لمدينة باريس الفرنسية.